# IC 4931
IC 4931 је елиптична галаксија у сазвјежђу Стријелац која се налази на листи објеката дубоког неба у Индекс каталогу.
Деклинација објекта је - 38° 34' 30" а ректасцензија 20h 0m 50,1s. Привидна величина (магнитуда) објекта IC 4931 износи 11,9 а фотографска магнитуда 12,9. IC 4931 је још познат и под ознакама ESO 339-23, MCG -6-44-8, PGC 63976.